# Köpplerhöfchen

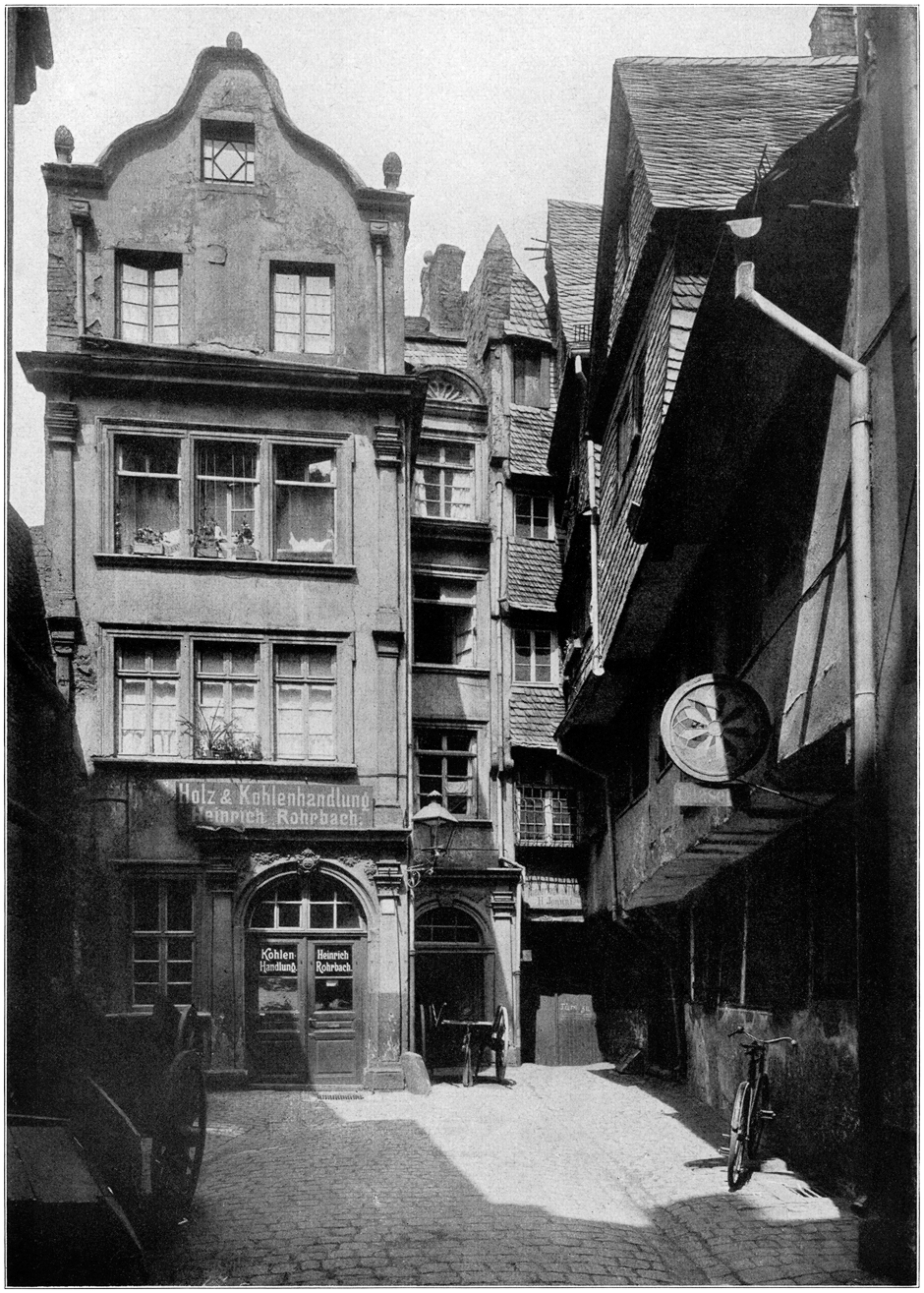
Ansicht aus dem südlichen Innenhof nach Norden, 1911
(Fotografie von Carl Andreas Abt)

Das Köpplerhöfchen war eine Hofanlage im ältesten Teil der Altstadt von Frankfurt am Main. Im Kern mittelalterlich wurde der Komplex Ende des 17. Jahrhunderts teilweise barockisiert und im 19. Jahrhundert umgebaut. Im frühen 20. Jahrhundert erwarb die Stadt sukzessive die einzelnen Gebäude und ließ die Hofbauten 1928 in der ersten Phase der Altstadtsanierung abreißen. Der verbliebene Portalbau am Domplatz wurde im Zweiten Weltkrieg vernichtet.

## Geografische Lage

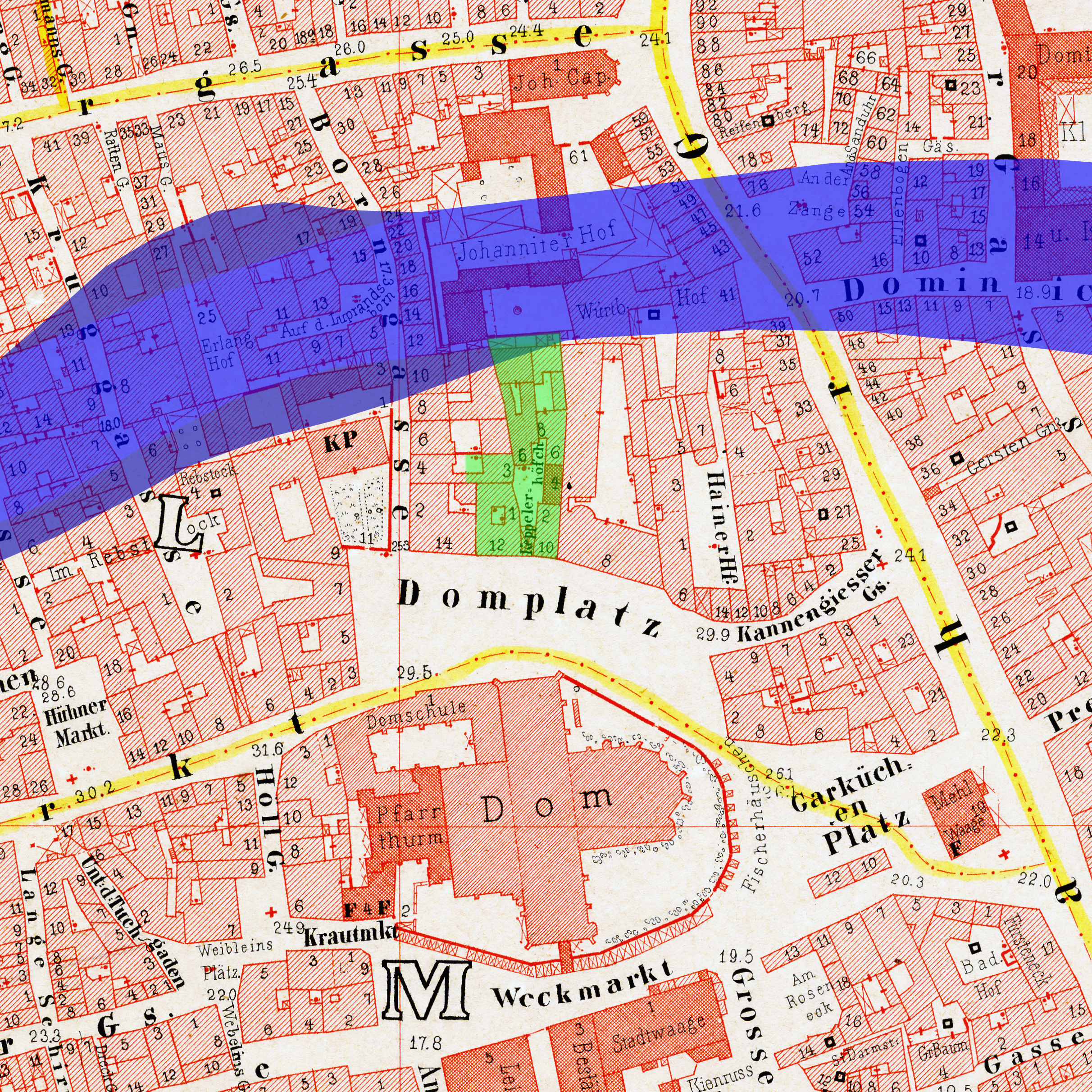
Verlauf der Braubach und parzellengenaue Darstellung der Umgebung des Köpplerhöfchens
(Chromolithografie von Friedrich August Ravenstein von 1862 mit Überlagerung nach Nahrgang 1949)

Die Anlage von sieben eigenständigen Hausnummern (1–5 und 2–8), gruppiert um einen südlichen (vorderen) und einen nördlichen (hinteren) Innenhof, befand sich zwischen der Blockrandbebauung der Fahrgasse, jenseits des Hainer Hofs im Osten und des Domplatzes im Süden, wo auch der Zugang zum vorderen Innenhof durch das Haus Domplatz 12 lag. Nach Westen und Norden schloss einst eine dichte Altstadtbebauung zwischen der Borngasse (jetzt Domstraße) und Schnurgasse (jetzt Berliner Straße) an.
In seiner Ausdehnung wurde der Hof im Norden fast exakt von der Braubach begrenzt, einen im ersten christlichen Jahrtausend verlandeten Nebenarm des Main, der im Altstadtbereich ungefähr dem Verlauf der heutigen gleichnamigen Straße folgte. Der vorgelagerten ersten Stadtmauer der Stadt, die nach dem gegenwärtigen Stand der Forschung zur Zeit der ottonischen Herrscher um das Jahr 1000 entstand, diente sie als vorgelagerter natürlicher Graben. Die Anlage war im Norden somit direkt an die älteste Befestigung der Stadt angesetzt.

## Geschichte

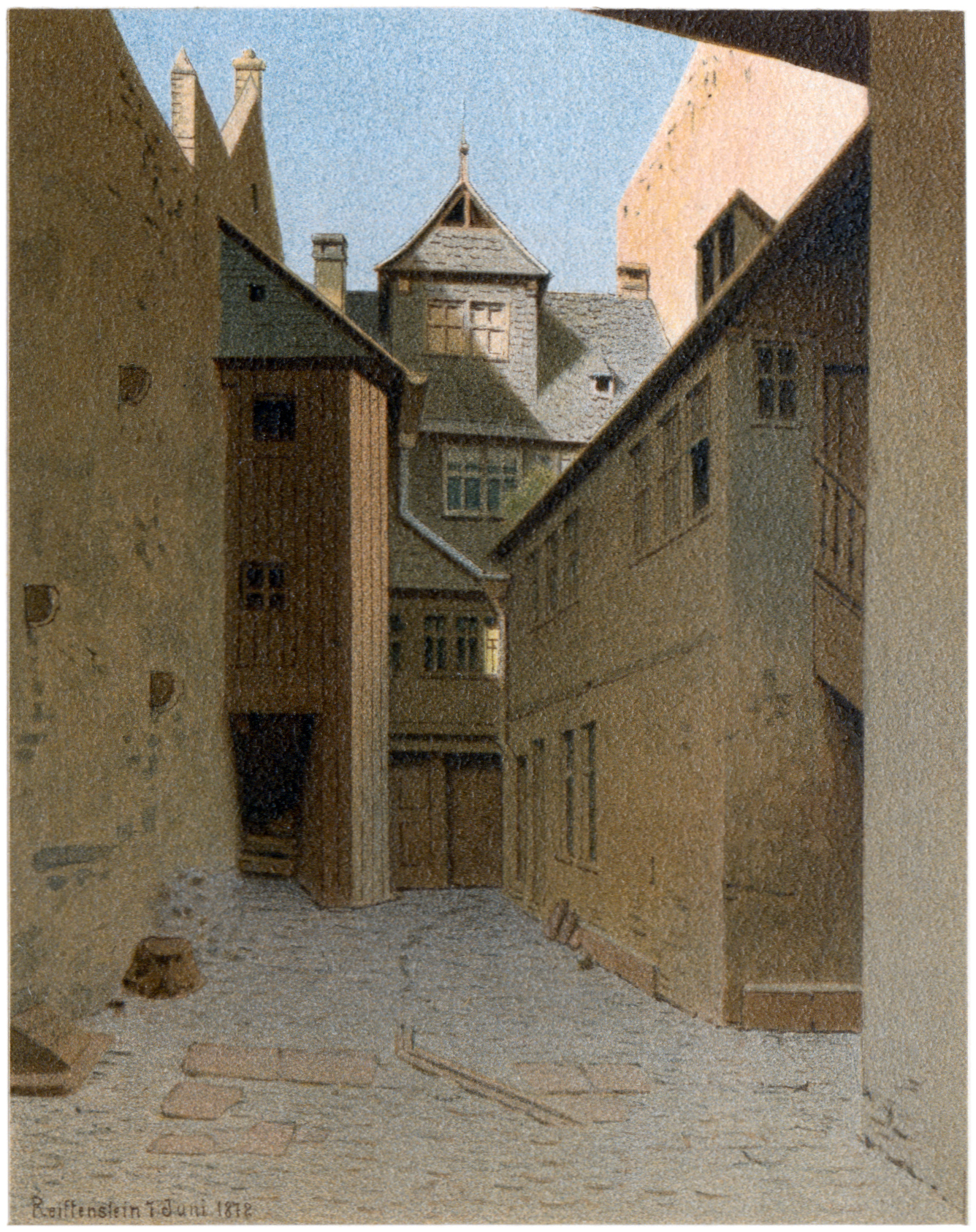
Ansicht aus dem nördlichen Innenhof nach Norden, 1872
(Chromolithografie eines Aquarells von Carl Theodor Reiffenstein)

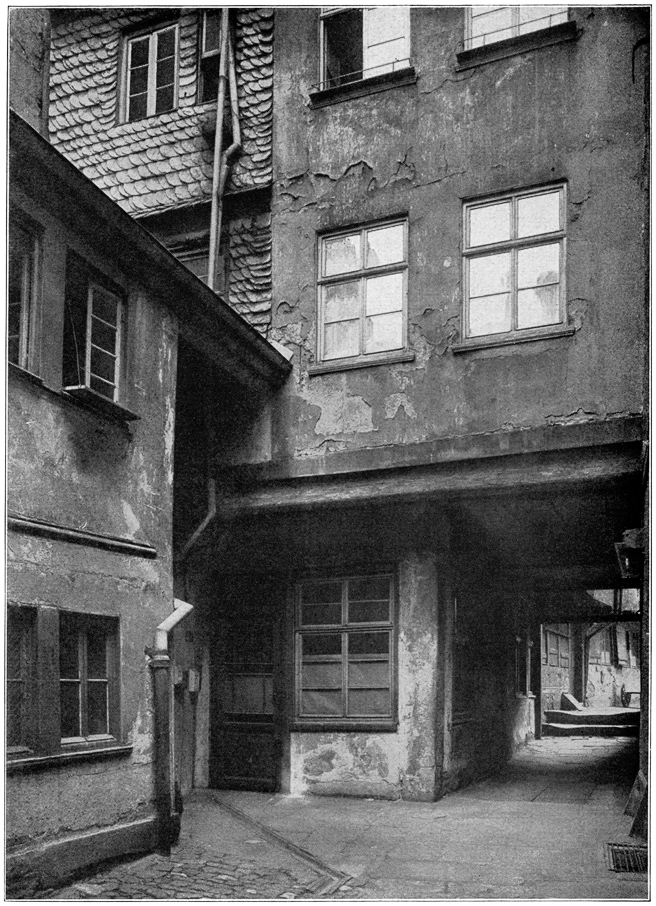
Ansicht aus dem nördlichen Innenhof nach Süden, 1912
(Fotografie von Carl Andreas Abt)

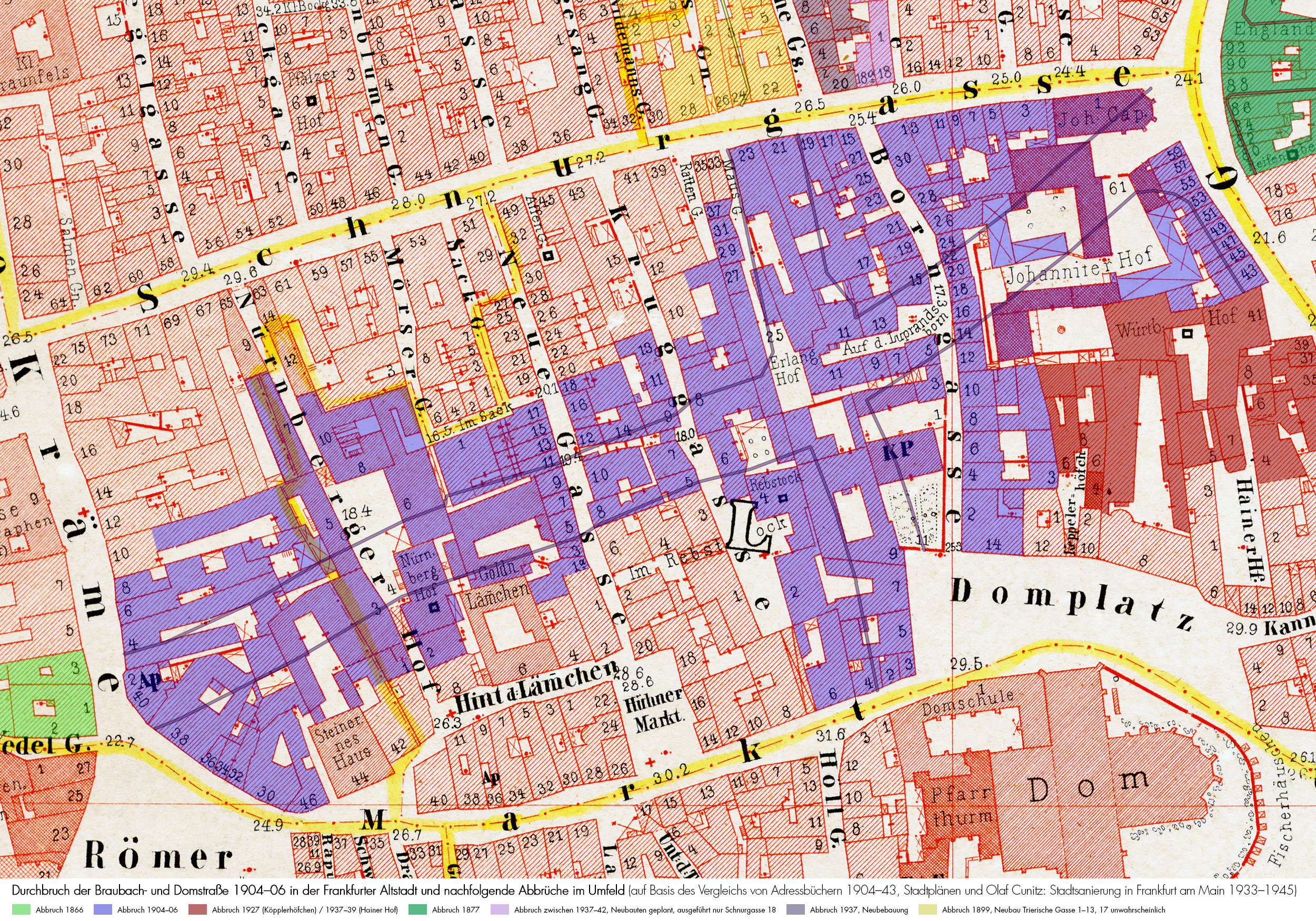
Schematische Darstellung des Straßendurchbruchs auf dem Altstadtbestand von 1862 mit Nachträgen bis 1944
(Chromolithografie von Friedrich August Ravenstein)

Die Überlieferung zum Köpplerhöfchen ist die schlechteste der alten Frankfurter Hofanlagen. Seine erste schriftliche Erwähnung fällt auf den 27. August 1334, als es Eigentum des Kuno Snurre von Reifenberg war, der in Frankfurt am Main zwischen 1329 und 1339 mehrfach als Ritter auftritt. Die Urkunde in mittelhochdeutscher Sprache nennt den Hof als „hus unde hovereide, [...], daz da gelegin ist in der stat zu Frankinfurd, hinder der parre sante Bartholomeus in dem hove“.
Anlass der Beurkundung war die Versetzung der Anlage an den Arzt Meister Freidank von Heringen. Zuvor war sie, wie die Urkunde weiter verrät, im Besitz des im selben Jahr verstorbenen Magisters und auch als Arzt tätigen Meisters Johann, der ansonsten nur einmal urkundlich 1315 genannt wurde. Kuno Snurre von Reifenberg stammte aus der Wetterauer Linie des gleichnamigen Adelsgeschlechts, ob in ihm der Bauherr der Anlage zu sehen ist, muss mangels Überlieferung Spekulation bleiben. Die prominente Lage des Hofs legt einen Ursprung als Ministerialensitz wie etwa beim benachbarten Haus Domplatz 14 erwiesen nahe. Doch auch eine entsprechende Stellung der von Reifenbergs ist nicht erwiesen, obgleich die ritterständischen Familien der Wetterau seit der für Frankfurt bedeutenden Stauferzeit eng mit der Stadt verbunden waren.
Seinen Namen erhielt der Hof noch im 14. Jahrhundert nach dem Richter Dylo Keppeler, der im Haupthaus Köpplerhöfchen 5 wohnte. Der Besitzerwechsel fällt wohl auf den April 1349 – das Testament von Freidank von Heringen wird am 15. April desselben Jahres beglaubigt, am 29. April wird es eröffnet. Dass Thilmann, wie stellenweise in der Literatur zu finden, dem Ministerialengeschlecht Keppler von Rödelheim angehörte, ist unsicher, soll das Geschlecht nach anderer Überlieferung doch bereits 1305 ausgestorben sein.
Auffällig ist dennoch, dass Dylo Keppeler, bei dem es sich aufgrund einer entsprechenden Attributierung um den vorgenannten Richter handeln muss, 1340 wenigstens dreimal urkundlich nachweisbar als Dielo von Redelnheym auftritt, in diesem Zusammenhang allerdings ohne seinen bisherigen Nachnamen. So befriedigend die Eigenschaft als „echter“ Keppler von Rödelheim mit dem hohen Posten Dylo Keppelers zusammenpassen und gerade im Kontext der Zweifel an der Ministerialeneigenschaft der vorherigen Eigentümer erneut auf das Köpplerhöfchen als Ministerialensitz weisen würde fehlt dafür jedoch der Beweis. So geht denn auch bereits die ältere Literatur von einem Zufall respektive einem bürgerlichen Träger desselben Namens aus.
Sicher ist dagegen, dass der zwischen 1378 und 1392 gestorbene Besitzer, der Hofanlage ihren Namen gab, welchen diese mit geringer sprachlicher Veränderung bis in die Neuzeit trug. Gegen 1350 beschrieb Baldemar von Petterweil sie auch als „Hof im tiefen Weg“ oder auch „Hof zum tiefen Dreck“, was wohl auf die Lage im sumpfigen Gebiet vor der Braubach und die damals noch nicht vorhandene Pflasterung der Hoffläche zurückgeht. Diese Namensgebung wiederholt sich jedoch nicht mehr im weiteren Verlauf der Geschichte.
In späteren Jahrhunderten gingen die einzelnen Gebäude des Hofes überwiegend an das Bartholomäusstift über und wurden als Häuser für Altaristen, den Glöckner und Vikare genutzt. 1540 errichtete ein bürgerlicher Besitzer das Haupthaus Köpplerhöfchen 5 neu, das stilkritisch im letzten Viertel des 17. Jahrhunderts in für die Stadt recht ungewöhnlichen frühen Barockformen eine neue Fassade erhielt. Auf dem ersten exakten Stadtplan von Frankfurt am Main, geschaffen durch Matthäus Merian d. Ä. 1628, ist die Situation durch den teilweise verdeckenden Dom nur unzuverlässig dargestellt.
Nach der Aufhebung des Stiftes Anfang des 19. Jahrhunderts gingen die Gebäude des Hofes überwiegend in bürgerliche Hände über. Nur das Haupthaus wurde Eigentum der Cronstetten Stiftung, unter der es zu geringen bauliche Veränderungen kam. Adressbücher zeigen das Köpplerhöfchen in dieser Zeit, die von einem sozialen Abstieg der Altstadt aufgrund der Verlagerung des gesellschaftlichen und wirtschaftlichen Lebens in die Neu- bzw. heutige Innenstadt geprägt war, vor allem als Wohnsitz von Menschen von geringer Qualifikation. Dadurch blieb aber auch wie fast überall in der Altstadt eine Modernisierung aus, die den altertümlichen Charakter der Anlage konservierte. Der Maler Carl Theodor Reiffenstein beschrieb diesen im Mai 1860:

„Im Innern namentlich im zweiten Hause nach hinten links sehr alte Spuren, wozu vor allem die Tür gehört, welche in das Hinterhaus führt, das auf den alten Stadtgraben stößt, der jetzt noch als Allment kenntlich ist. Diese Türe hat noch den Spitzbogen und führt unter einem anderen Hause durch nach dem schon erwähnten allerhintersten Bau, den man eigentlich von dem Hofe des Goldnen Löwen (jetzt Württemberger Hof) besser sieht.“

Die Durchbrüche der Braubach- und Domstraße, die in unmittelbarer Nähe des Köpplerhöfchens 1904–06 durch den ältesten Altstadtbereich führten, verschonten es im Gegensatz zu anderen Hofanlagen wie etwa den Hof Rebstock am Markt oder den Nürnberger Hof in seinem Bestand fast vollständig. Einzig der Abbruch des Hauses Borngasse 4, dessen Hinterhaus zugleich das Haus Köpplerhöfchen 3 war, eröffnete die Hofanlage für kurze Zeit nach Westen, um dann nur kurze Zeit später 1907 mit dem Bau des heute noch erhaltenen neuen Dompfarrhauses Domplatz 14 wieder geschlossen zu werden.
Mit der Wahl von Ludwig Landmann zum Oberbürgermeister 1924 änderte sich das Frankfurter Baugeschehen erheblich. 1925 berief er den gebürtigen Frankfurter Ernst May zum Leiter eines neu geschaffenen Siedlungsamtes. Nach damals herrschenden Vorstellungen der Flächensanierung wurden Pläne erarbeitet, nach denen bis 1933 etwa 500 als nicht mehr erhaltenswert betrachtete Objekte vornehmlich in der Altstadt abgerissen werden sollten. Bereits für 1927 geplant konnte das Vorhaben, das auch das Köpplerhöfchen ausgenommen das Vorderhaus am Domplatz erfasste, aufgrund der schleppenden Bereitstellung von Ersatzwohnungen erst im Dezember 1928 umgesetzt werden.
Nach dem Abriss entstand an der Stelle der Hofanlage ein Kinderspielplatz. Im März 1944 wurde fast die gesamte Altstadt durch alliierte Bombenangriffe zerstört, darunter auch der verbliebene Portalbau. Nur geringe Schäden erlitten die nördlich und westlich des ehemaligen Köpplerhöfchens gelegenen Neubauten der Jahrhundertwende an Braubach- und Domstraße, die daher noch heute erhalten sind. Beim Wiederaufbau wurde die Nordseite des Domplatzes in der nüchternen Zweckarchitektur der Zeit neu errichtet, das Haus Domplatz 12 erhielt allerdings wie der Vorgängerbau eine Durchfahrt, die heute zwar zum Innenhof des Dompfarrhauses führt, aber auch die letzte bauliche Erinnerung an das Köpplerhöfchen darstellt.

## Archivalien und Literatur

### Archivalien

#### Institut für Stadtgeschichte
- Bestand Bartholomäusstift: Urkunden und Akten, Signaturen 402 u. 405.